# タビサ・ラブ
タビサ・ラブ（Tabitha "Tabi" Love、1991年9月11日 - ）は、カナダの元女子バレーボール選手。元カナダ代表。

## 来歴
2009年、ミネソタ大学ツインシティー校に進学し、その後、2011年にカリフォルニア大学ロサンゼルス校を経て、2013年にプエルトリコのCriollas de Caguasに入団した。同年にカナダ代表に初選出され、同年6月のパンアメリカンカップで代表デビューを果たした。2014年、世界選手権で三大大会に初出場した。2015年、ドイツリーグのシュヴェリーンSCに移籍した。
2016年4月、アナハイムで開催された韓国Vリーグのトライアウトに合格し、興国生命ピンクスパイダーズに指名され移籍が決定した。

## 球歴
- 世界選手権 - 2014年
- ワールドグランプリ - 2014年、2015年

## 所属クラブ
- ミネソタ大学ツインシティー校（2009-2011年）
- カリフォルニア大学ロサンゼルス校（2011-2012年）
- Criollas de Caguas（2013年）
- Organika Budowlani Łódź（2013-2014年）
- アゼリョル・バクー（2014-2015年）
- シュヴェリーンSC（2015-2016年）
- 興国生命ピンクスパイダーズ（2016-2017年）
- ASPTT Mulhouse（2017-2018年）